# Lijst van Syrisch-orthodoxe patriarchen van Antiochië
De Syrisch-orthodoxe patriarch van Antiochië is het hoofd van de Syrisch-orthodoxe Kerk van Antiochië.
Voor de patriarchen vóór het jaar 512, zie Lijst van patriarchen van Antiochië.

## Lijst van Syrisch-orthodoxe patriarchen van Antiochië
1. Severus van Antiochië 512 - 538 (Severus werd afgezet door de Grieks-orthodoxe Kerk in 518; gedurende zijn verbanning in Egypte, werd hij door vele Syrische christenen als de wettige patriarch beschouwd tot zijn dood in 538)
2. onbezet 538 - 544
3. Sergius van Tella 544 - 546 gewijd door Jacobus Baradaeus
4. onbezet 546 - 550
5. Paulus II de Zwarte van Alexandrië 550 - 575
6. onbezet 575 - 581
7. Petrus III van Raqqa 581 - 591
8. Julianus I 591 - 595
9. Athanasius I Gammolo 595 - 631
10. Johannes II van de Sedre 631 - 648
11. Theodorus 649 - 667
12. Severius II bar Masqeh 667 - 681
13. Athanasius II 683 - 686
14. Julianus II 686 - 708
15. Elias I 709 - 723
16. Athanasius III 724 - 740
17. Iwanis I 740 - 754
18. Euwanis I 754 - ?
19. Athanasius al-Sandali ? - 758
20. Georgius I 758 - 790
21. Josephus 790 - 792
22. Quryaqos van Takrit 793 - 817
23. Dionysius I van Tellmahreh 817 - 845
24. Johannes III 846 - 873
25. Ignatius II 878 - 883
26. Theodosius Romanos van Takrit 887 - 896
27. Dionysius II van Antiochië 897 - 909
28. Johannes IV Qurzahli 910 - 922
29. Baselius I 923 - 935
30. Johannes V 936 - 953
31. Iwanis II 954 - 957
32. Dionysius III 958 - 961
33. Abraham I 962 - 963
34. Johannes VI Sarigta 965 - 985
35. Athanasius IV van Salah 986 - 1002
36. Johannes VII bar Abdun 1004 - 1033
37. Dionysius IV Yahya 1034 - 1044
38. onbezet 1044-1049
39. Johannes VIII 1049 - 1057
40. Athanasius V 1058 - 1063
41. Johannes IX bar Shushan 1063 - 1073
42. Baselius II 1074 - 1075
43. Johannes Abdun 1075 - 1077
44. Dionysius V Lazaros 1077 - 1078
45. Iwanis III 1080 - 1082
46. Dionysius VI 1088 - 1090
47. Athanasius VI bar Khamoro 1091 - 1129
48. Johannes X bar Mawdyono 1129 - 1137
49. Athanasius VII bar Qutreh 1138 - 1166
50. Michaël I de Grote 1166 - 1199
51. Athanasius VIII 1200 - 1207
52. Johannes XI 1208 - 1220
53. Ignatius III David 1222 - 1252
54. Johannes XII bar Madani 1252 - 1263
55. Ignatius IV Yeshu 1264 - 1282
56. Philoxenos I Nemrud 1283 - 1292
57. Michaël II 1292 - 1312
58. Michaël III Yeshu 1312 - 1349
59. Baselius III Gabriël 1349 - 1387
60. Philoxenos II de Schrijver 1387 - 1421
61. Baselius IV Shemun 1421 - 1444
62. Ignatius Behnam al-Hadli 1445 - 1454
63. Ignatius Khalaf 1455 - 1483
64. Ignatius Johannes XIII 1483 - 1493
65. Ignatius Nuh van Libanon 1493 - 1509
66. Ignatius Yeshu I 1509 - 1512
67. Ignatius Jacobus I 1512 - 1517
68. Ignatius David I 1517 - 1520
69. Ignatius Abd-Allah I 1520 - 1557
70. Ignatius Nemet Allah I 1557 - 1576
71. Ignatius David II Shah 1576 - 1591
72. Ignatius Pilatus I 1591 - 1597
73. Ignatius Hadayat Allah 1597 - 1639
74. Ignatius Simonis I 1640 - 1659
75. Ignatius Yeshu II Qamsheh 1659 - 1662
76. Ignatius Abdul Masih I 1662 - 1686
77. Ignatius Gregorius II 1687 - 1708
78. Ignatius Isaac Azar 1709 - 1722
79. Ignatius Shukr Allah II 1722 - 1745
80. Ignatius Gregorius III 1745 - 1768
81. Ignatius Gregorius IV 1768 - 1781
82. Ignatius Mattheüs 1782 - 1817
83. Ignatius Yunan 1817 - 1818
84. Ignatius Gregorius V 1819 - 1837
85. Ignatius Elias II 1838 - 1847
86. Ignatius Jacobus II 1847 - 1871
87. Ignatius Petrus IV 1872 - 1894
88. Ignatius Abdul Masih II 1895 - 1905
89. Ignatius Abd Allah II 1906 - 1915
90. Ignatius Elias III 1917 - 1932
91. Ignatius Afrem I Barsoum 1933 - 1957
92. Ignatius Jacobus III 1957 - 1980
93. Ignatius Zakka I Iwas 1980 - 2014
94. Ignatius Aphrem II Karim 2014-heden